# 8 مارس
- السبت
- الأحد
- الاثنين
- الثلاثاء
- الأربعاء
- الخميس
- الجمعة

- 11 رمضان 1446  هـ
- 22 رمضان 1446  هـ
- 33 رمضان 1446  هـ
- 44 رمضان 1446  هـ
- 55 رمضان 1446  هـ
- 66 رمضان 1446  هـ
- 77 رمضان 1446  هـ
- 88 رمضان 1446  هـ
- 99 رمضان 1446  هـ
- 1010 رمضان 1446  هـ
- 1111 رمضان 1446  هـ
- 1212 رمضان 1446  هـ
- 1313 رمضان 1446  هـ
- 1414 رمضان 1446  هـ
- 1515 رمضان 1446  هـ
- 1616 رمضان 1446  هـ
- 1717 رمضان 1446  هـ
- 1818 رمضان 1446  هـ
- 1919 رمضان 1446  هـ
- 2020 رمضان 1446  هـ
- 2121 رمضان 1446  هـ
- 2222 رمضان 1446  هـ
- 2323 رمضان 1446  هـ
- 2424 رمضان 1446  هـ
- 2525 رمضان 1446  هـ
- 2626 رمضان 1446  هـ
- 2727 رمضان 1446  هـ
- 2828 رمضان 1446  هـ
- 2929 رمضان 1446  هـ
- 301 شوال 1446  هـ
- 312 شوال 1446  هـ
- 13 شوال 1446  هـ
- 24 شوال 1446  هـ
- 35 شوال 1446  هـ
- 46 شوال 1446  هـ

8 مارس أو 8 آذار أو يوم 8 \ 3 (اليوم الثامن من الشهر الثالث) هو اليوم السابع والستون (67) من السنة البسيطة، أو اليوم الثامن والستون (68) من السنوات الكبيسة وفقًا للتقويم الميلادي الغربي (الغريغوري). يبقى بعده 298 يوما لانتهاء السنة.

## أحداث
- 1010 - أبو القاسم الفردوسي يكمل قصيدته الملحمية الشاهنامه، والتي تعد الملحمة الوطنية لبلاد فارس.
- 1126 - إعلان ألفونسو السابع ملكاً على منطقة قشتالة وليون.
- 1576 - المستكشف الأسباني دييغو غارسيا دي بالاسيو يشاهد أول أنقاض مدينة المايا القديمة في كوبان.
- 1618 - يوهانس كيبلر يكتشف القانون الثالث لحركة الكواكب ما يعرف بقوانين كبلر.
- 1655 - جون كاسور يصبح أول الرقيق المعترف بهم قانونياً في مستعمرات إنجلترا في أمريكا الشمالية.
- 1658 - بعد هزيمة مدمرة في الحروب الشمالية (1655-1661)، فريدريك الثالث، ملك الدنمارك والنرويج يُجبَر على التخلي عن قرابة نصف أراضي بلاده إلى السويد لإنقاذ البقية.
- 1702 - آن ستيوارت المعروفة باسم آن ملكة بريطانيا العظمى، أخت ماري الثانية ملكة إنجلترا، تصبح الملكة العظمى لإنجلترا واسكتلندا وأيرلندا.
- 1722 - هزيمة الدولة الصفوية الإيرانية من قِبَل جيش أفغانستان في معركة «جيلان آباد».
- 1736 - نادر شاه، مؤسس الدولة الأفشارية يتوج شاه إيران.
- 1775 - كاتب مجهول، يعتقد البعض أنه توماس بين، ينشر عنوان «الرق الإفريقي في أمريكا»، وهي تعد الوثيقة الأولى في المستعمرات الأميركية التي تدعو إلى تحرير العبيد وإلغاء الرق.
- 1844 - الملك أوسكار أنا يعتلي عرش السويد والنرويج.
- 1868 - محاربو الساموراي يقتلون 11 بحارا فرنسيا في ميناء ساكاي بالقرب من أوساكا.
- 1894 - نيويورك تصدر قانون يتمثل في إجبارية حمل الكلاب لقلادات تعرف بهويتهم لتكون أول مدينة أمريكية تصدر مثل هذا القانون.
- 1910 - الطيارة الفرنسية ريموند دي لاروش تصبح أول امرأة تحصل على رخصة «طيار».
- 1911 - بدء استعمال البصمات للمرة الأولى أداةً للكشف عن الجرائم وكان ذلك في نيويورك.
- 1920 - المؤتمر السوري العام المنعقد في دمشق بمشاركة ممثلين عن كافة المناطق السورية يعلن استقلال سوريا، وقيام «المملكة العربية السورية» على أراضي سوريا الطبيعية وتنصيب الأمير فيصل ابن الشريف حسين بن علي ملكًا عليها.
- 1930 - مهاتما غاندي يبدأ العصيان المدني وذلك لإجبار المملكة المتحدة على منح الاستقلال للهند.
- 1957 - مصر تعيد فتح قناة السويس وذلك بعد إكمال انسحاب القوات الإسرائيلية من سيناء وقطاع غزة.
- 1963 - حزب البعث العربي الاشتراكي يقوم بانقلاب على الحكومة السورية فيما يعرف باسم ثورة الثامن من آذار ويتولى السلطة في سوريا.
- 1971 - الملاكم جو فريزر يهزم البطل العالمي محمد علي كلاي.
- 1974 - تدشين مطار شارل ديغول في باريس.
- 1977 - الجمعية العامة للأمم المتحدة تختار هذا التاريخ للإحتفال باليوم الدولي للمرأة.
- 2000 - السلطات الإسرائيلية توقف فتاة يهودية في منطقة باب السلسلة (القدس) القديمة بعد أن حاولت أداء الصلاة في مدخل المسجد الأقصى، ويعتقد أن هذه الفتاة تنتمي إلى تنظيم أمناء جبل الهيكل.
- 2003 - إسرائيل تغتال المفكر الإسلامي الفلسطيني إبراهيم المقادمة.
- 2004 - وضع دستور جديد ومؤقت للعراق وقعه مجلس الحكم العراقي.
- 2005 - مئات الآلاف في لبنان يتظاهرون ضد التدخل الأجنبي في التحقيق باغتيال رئيس الوزراء اللبناني الأسبق رفيق الحريري، وتقديم الشكر لسوريا على ما قدمته في لبنان.
- 2009 - انتحاري بحزام ناسف على دراجة نارية يفجر نفسه وسط حشود من المتطوعين لدى أحد مراكز الشرطة في العاصمة العراقية بغداد ويودي بحياة 28 ويصيب 57 بجروح.
- 2010 - وقوع زلزال في تركيا بقوة 6.2 درجة على مقياس ريختر يتسبب في مقتل 51 شخصًا وجرح 34 آخرين.
- 2014 - اختفاء طائرة ماليزية من طراز بوينغ 777 والتي أقلعت من كوالالمبور متجهة إلى بكين وكانت تحمل على متنها 239 شخص من ضمنهم طاقم الطائرة.
- 2017 -
  - هُجومٌ مُسلَّح على مُستشفى سردار داود خان في مدينة كابُل عاصمة أفغانستان يودي بِحياة 49 شخصًا ويتسبب بِجرح 63 آخرين، وتنظيم داعش يتبنَّى العمليَّة.
  - انهيار الطاقة الزرقاء، وهي إحدى المعالم الطبيعيَّة المُميزة لِجزيرة مالطة، جرَّاء عاصفةٍ هوجاء
- 2025 - اشتباكات مسلحة بين فلول نظام بشار الأسد وقوات الأمن السورية تركزت في منطقة الساحل السوري نتج عنها مقتل المئات منهم مدنيون.

## مواليد
- 1879 - أوتو هان، عالم كيمياء ألماني حاصل على جائزة نوبل في الكيمياء عام 1944.
- 1886 - إدوارد كندال، عالم كيمياء أمريكي حاصل على جائزة نوبل في الطب عام 1950.
- 1893 - عبد الرحمن عزام، مجاهد وسياسي مصري وأول أمين لجامعة الدول العربية.
- 1911 - أحمد حسين، سياسي مصري.
- 1922 - شيغيرو ميزوكي، رسام مانغا ياباني.
- 1924 - عبد الرحمن اليوسفي، رئيس وزراء المغرب.
- 1928 - عادل أدهم، ممثل مصري.
- 1929 - هيبي كامارغو، ممثلة ومذيعة برازيلية.
- 1932 - سميحة أيوب، ممثلة مصرية.
- 1934 - عبد الرحمن أبو زهرة، ممثل مصري.
- 1947 -
  - رؤوف بن عمر، ممثل تونسي.
  - فلورنتينو بيريز، رجل أعمال إسباني.
- 1948 - توفيلو كوبيلاس، لاعب كرة قدم بيروفي.
- 1976 - ديمة الجندي، ممثلة سورية.
- 1977 -
  - يوهان فوغل، لاعب كرة قدم سويسري.
  - رنا الرفاعي، ممثلة وممثلة صوت لبنانية.
- 1981 -
  - سلمى صباحي، مغنية مصرية.
  - مايكل بواشامب، لاعب كرة قدم أسترالي
- 1982 - بريت إيفانز، لاعب كرة قدم جنوب أفريقي.

## وفيات
- 1702 - ويليام الثالث، ملك إنجلترا.
- 1821 - إبراهيم بن اليزيد، أمير علوي مغربي.
- 1869 - هيكتور بيرليوز، موسيقي فرنسي.
- 1874 - ميلارد فيلمور، رئيس الولايات المتحدة الثالث عشر.
- 1923 - يوهانس ديديريك فان دير فالس، عالم فيزياء هولندي حاصل على جائزة نوبل في الفيزياء عام 1910.
- 1929 - محمد زاهد بن عمر، عالم مسلم حجازي.
- 1930 - ويليام هوارد تافت، رئيس الولايات المتحدة السابع والعشرين.
- 1938 - محمد توفيق نسيم باشا، رئيس وزراء مصر.
- 1938 - مانويل غارسيا برييتو، سياسي إسباني.
- 1941 - شيروود أندرسون، روائي وقاص أمريكي.
- 1964 - عبد الفتاح القصري، ممثل مصري.
- 1971 - هارولد لويد، ممثل أمريكي.
- 1986 - عبد اللطيف فتحي، فنان سوري.
- 1999 - عبد الكريم جودة، دبلوماسي لبناني.
- 2003 - إبراهيم المقادمة، مفكر إسلامي فلسطيني.
- 2004 - محمد زيدان الملقب بأبو العباس، سياسي فلسطيني.
- 2006 - محمد عبد المنعم خفاجي، كاتب ومحقق أدبي مصري.
- 2008 - البندري بنت عبد العزيز آل سعود، أميرة سعودية.

## أعياد ومناسبات
- اليوم العالمي للمرأة.
- ذكرى ثورة الثامن من آذار في سوريا.
- عيد الأم في ألبانيا ورومانيا وبلغاريا.

## وصلات خارجية
- وكالة الأنباء القطريَّة: حدث في مثل هذا اليوم.
- النيويورك تايمز: حدث في مثل هذا اليوم.
- BBC: حدث في مثل هذا اليوم.